# A libertação dos escravos (Pedro Américo)
A libertação dos escravos, datada de 1889, é um óleo sobre tela do pintor e desenhista brasileiro Pedro Américo. A obra retrata o período de transição entre Império e o advento da República a partir do evento histórico da Abolição da Escravatura no Brasil. A pintura se assemelha a um esboço, pois no mesmo período em que o artista iniciou o trabalho, o evento da proclamação da República mudara o seu foco. A cena principal encontra-se na alegoria da Escravidão, representada na imagem de um demônio morto, junto da Liberdade, representada na figura de uma mulher. A composição simboliza, assim, a morte das desgraças derivadas da escravidão.

## Descrição
A obra ambienta uma cena bastante dramática em que, ao centro, vemos três escravos negros ajoelhados diante de figuras com trajes que, somados à arquitetura ao fundo, remetem à antiguidade clássica. A figura da Liberdade, que está logo à frente de dois escravos, é quem quebra as correntes que prendem eles. Bem ao lado, há também um garotinho negro sentado no chão, ele está de cabeça baixa. Já às costas do grupo, o espectador se depara com a figura de um demônio morto, que traz a representação da escravidão sendo morta. Atrás deste eixo central, à esquerda do quadro, o espectador encontra uma composição piramidal da figura da Vitória alada, acompanhada pelos gênios da Música e do Amor. Ao passo que, ao alto e à direita, encontra-se representada por uma cruz resplandecente sustentada por anjos a cristandade.
Um muro em formato de arco delimita visualmente a composição. E, junto aos degraus em primeiro plano, dão a impressão de passar-se diante de um teatro de arena. Pedro Américo utiliza-se justamente deste elemento arquitetônico para espetaculizar o cenário da tela.
Sentada num trono localizado no eixo central, e coberta por um manto verde e murça amarela, uma das alegorias traz um cetro na mão. E há ainda várias mulheres outras mulheres dispostas pelo quadro, algumas encontram-se assentadas e outras de pé.

## Contexto
Pedro Américo é considerado um dos maiores pintores do Segundo Império brasileiro, e também o mais popular, dentro e fora do país. O conjunto de suas pinturas inaugurou uma nova fase nas artes plásticas nacionais, denominada progresso. Ele desempenhou diferentes atividades (como professor, ensaísta, chargista, redator, filósofo, romancista e até líder político) que, além de assinalarem a personalidade agitada que Pedro Américo tinha, apontam também para a insistência dele em superar os limites impostos pelo meio em que estava inserido.
O artista começou a esboçar o quadro ainda em 1886 e, para compreendê-lo, é preciso inseri-lo na realidade que lhe antecede. A Libertação dos Escravos faz parte das tantas pinturas que foram encomendadas a ele pelo Estado, como a Batalha de Avaí, inspirada num episódio da Guerra do Paraguai, e O grito do Ipiranga, sua obra mais célebre, vinculada à Independência do Brasil.
As alegorias com a temática abolicionista foram ganhando espaço nos anos 1880 ao mesmo tempo em que o movimento abolicionista propriamente dito, no momento em que toma as ruas, recebeu o mesmo acompanhamento plástico. Pedro Américo ficou reconhecido como um dos intelectuais que mais se dedicaram no fortalecimento e engrandecimento da cultura nacional. Um reflexo forte disso está na atividade parlamentar que exerceu na Primeira Constituinte da República, período em que deixara evidente seu comprometimento em aprimorar a sociedade por meio de projetos educativos e culturais.
Datada do período de transição entre os dois regimes, a Libertação dos escravos foi concebida num contexto de grande efervescência intelectual. O pensamento nacional da época voltava-se para a necessidade de intervenção política. O espaço comum de marginalização dos intelectuais desta geração desencadeava críticas ao regime imperial. E os artistas, literatas, cientistas e jornalistas manifestavam seu posicionamento dentro dos campos específicos que faziam parte e, paralelamente, atuando na política como parlamentares, ministros, diplomatas e outros cargos públicos.
O artista, vindo ainda menino do sertão paraibano e vítima das secas na região, logo tornou-se um homem ilustre. Pedro Américo estudou na Academia Imperial de Belas-Artes (entre 1855 e 1859) e chegou a ganhar as principais premiações da instituição, valendo-lhe o apelido de papa-medalhas. Em seguida, estudou também em Paris, entre 1859 a 1864, aprimorando-se no ambiente cultural da velha cidade. Tais eventos, somados à concessão especial do imperador - permitindo que realizasse os estudos na capital francesa - e à fama que conquistara no ambiente da Corte, foram responsáveis por incitar a inveja e o ressentimento de alguns contemporâneos seus.
No decorrer da carreira, Pedro Américo veio a sofrer uma perseguição tão sistemática e implacável como a de poucos artistas e intelectuais brasileiros. Muitas das campanhas difamatórias contra o pintor eram, na verdade, veladamente vinculadas ao trono imperial e aos interesses da elite cultural do período. As calúnias tinham por objetivo destruir a imagem do jovem bem dotado frente ao poder imperial e impedir que sua posição na sociedade ascendesse. Pedro II foi quem reconhecera o talento inato de Pedro Américo, assim como sua ambição de vir a ser um dos grandes do Império quando ainda jovem. Desde o tempo em que deixou a pequena Areia, na Paraíba, em busca de arte e reconhecimento, ele recebeu a proteção do Império - até a derrocada deste mesmo.

## Análise
A natureza marcadamente alegórica da obra de Pedro Américo, com a figura da Escravidão, da Liberdade, da Vitória alada, além das cores utilizadas, seguem um curso traçado desde a década de 1870 em que a argumentação abolicionista encontra seu meio privilegiado de expressão nas figuras alegóricas. O espectador é levado a uma reflexão quanto à ética, à moral e, principalmente, ao patriotismo, partindo das alegorias. Estas, almejam representar uma ideia por meio de determinada inferência moral e também exercer um papel educativo junto ao público.
As figuras femininas, os anjos, as vestimentas que usam e a composição em grupo - disposta em blocos piramidais - se relacionam com obras anteriores deste mesmo artista, como A Noite e os Gênios do Estudo e do Amor, de 1883. Os elementos centrais da obra estão na disposição cenográfica e no discernimento do espaço arquitetônico como um elemento delimitador do acontecimento narrativo.
É bem provável que a figura alegórica sentada ao centro num trono (e carregando um cetro na mão) seja a figura da princesa Isabel - a responsável por assinar a Lei Áurea que marcou a Abolição da Escravatura no país. Os interesses pessoais de Pedro Américo, ao produzir esta tela, vinculam-se diretamente a posições ideológicas dos momentos finais do Império. Assim, é possível supor que a obra, concluída já no advento da República, propositalmente enaltece um evento histórico conduzido pela princesa que não era vantajoso aos olhos republicanos. A exaltação da princesa através das alegorias utilizadas relaciona-se com as minuciosidades e conturbações do período histórico.
Além das alegorias, outro aspecto forte na obra é a teatralização. O cuidado com o retrato da morte do demônio da Escravidão constata a dramaticidade do evento e reforça, já em primeiro plano na tela, que, caso ele estivesse apenas rendido ou subjugado, deixaria a possibilidade de que voltasse a incomodar no futuro.
Outra impressão passada na obra é de que os negros agradecem de forma submissa pela conquista da liberdade, como se abolição fosse uma espécie de dádiva dada aos escravos e eles tivessem um papel apenas passivo neste curso. Tal representação têm sido utilizada como fonte de pesquisa por artistas mais atuais e também tem servido de crítica política para as imagens de arquivo como um meio para ampliar o horizonte de expectativas à frente, no que diz respeito às questões raciais colocadas nas pinturas brasileiras.
O fato de terem sido encomendas acarreta em uma certa influência na construção dos registros narrativos das telas. A cruz etérea erguida ao fundo da Arena, representando uma metáfora cristã, junto do escravo eufórico diante da Liberdade, enquanto sauda-a, são concessões que remetem a mesma ideia de gratidão e apontam para o silenciamento quanto à participação da população negra no processo de abolição. E trata-se de um ponto comum não só nesta, como também em outras obras da época que também dizem respeito às leis emancipatórias.
A historiografia sobre o período pós-abolição no Brasil e nas Américas, recorrentemente, percorre a complexidade da forma como se deu o longo processo dos negros passarem de escravos, ex-escravos, africanos livres à categoria social de "cidadãos" reconhecidos. Já que a pintura histórica passa a cair em desuso só a partir do século XX.
Em A libertação dos escravos o aparente cansaço dos escravos e o aspecto de não terem as suas faces visíveis enquanto ajoelham-se em gratidão a uma figura branca alegórica exemplifica o imaginário próprio da época. Soma-se a isto, as características do coral localizado ao fundo da tela, que é também composto apenas por anjos brancos, cantando em direção aos céus.
A combinação das alegorias dispostas numa esfera semelhante a de república e também a mulher sentada no trono central, imediatamente identificada por contemporâneos pela Princesa Isabel, demonstram a ambivalência presente na pintura. A pintura é especificamente marcada pela instabilidade que circundou o momento de execução do quadro, em 1889, e pela maleabilidade política do autor. Pedro Américo foi um dos pintores que liderou o regime imperial, mas a seguir, depois de 1890, veio a se tornar um republicano. A mensagem política que permeia a pintura pode explicar o motivo pelo qual sua versão final nunca fora criada, sendo assim considerada apenas um estudo em esboço.
Foi a imediata proclamação da República que tirou a atenção de Pedro Américo da tela monumental que retratava a Abolição da Escravatura, depositando-a na proclamação da República, que veio a desembocar no quadro Indepedência ou Morte.
A seguir, o ano de 1890 seria ainda um ano crucial nas riquezas do mundo da arte brasileira. Quando a Academia Imperial foi obrigada a renunciar à suas associações profundamente enraizadas com o Imperador e a reinventar a si mesma debaixo da alcunha da Escola Nacional de Belas Artes (ENBA). Um antigo grupo de artistas resguardados foi forçado a sair - incluindo Pedro Américo e Victor Meirelles - e um novo foi inaugurado, com o auxílio financeiro de diretores da Escola Nacional de Belas Artes (ENBA) sob o regime republicano.